# Jago-Jago
Jago-Jago is een bestuurslaag in het regentschap Tapanuli Tengah van de provincie Noord-Sumatra, Indonesië. Jago-Jago telt 1836 inwoners (volkstelling 2010).